# ويلسون فالديز
ويلسون فالديز هو لاعب كرة قاعدة دومينيكاني، ولد في 20 مايو 1978 في Nizao ‏ في جمهورية الدومينيكان.

## وصلات خارجية
- ويلسون فالديز على موقع دوري كرة القاعدة الرئيسي (الإنجليزية)
- ويلسون فالديز على موقع الدوري الياباني لكرة القاعدة (الإنجليزية)
- ويلسون فالديز على موقع دوري كوريا الجنوبية لكرة القاعدة (الإنجليزية)
- ويلسون فالديز على موقعبيزبول رفرنس.كوم (الدوري الرئيسي) (الإنجليزية)
- ويلسون فالديز على موقعبيزبول رفرنس.كوم (الدوري الثانوي) (الإنجليزية)
- ويلسون فالديز على موقع إي إس بي إن.كوم (أم.أل.بي) (الإنجليزية)
- ويلسون فالديز على موقع مشجعي الرسوم البيانية (الإنجليزية)